# Lac à la Loutre
Lac à la Loutre är en sjö i Kanada.   Den ligger i regionen Côte-Nord och provinsen Québec, i den östra delen av landet, 700 km nordost om huvudstaden Ottawa. Lac à la Loutre ligger 289 meter över havet. Arean är 3,8 kvadratkilometer. Den sträcker sig 8,4 kilometer i nord-sydlig riktning, och 2,3 kilometer i öst-västlig riktning.
I omgivningarna runt Lac à la Loutre växer i huvudsak blandskog. Trakten runt Lac à la Loutre är nära nog obefolkad, med mindre än två invånare per kvadratkilometer.